# 마이크로
마이크로(micro, 기호: μ)는 소수에서 0.000001을 나타내는 접두어이다. "작은"이라는 뜻의 그리스어 (미크로스)에서 왔다.
마이크로 기호 µ는 그리스 문자 뮤(μ)를 쓰고 있다. 유니코드에는 마이크로를 나타내는 마이크로 기호를 U+00B5에, 그리스 문자 뮤는 U+03BC로 따로 할당하였다. HTML에서는 &micro;로 마이크로를 적을 수 있다.
로마자만 쓸 수 있는 환경에서는 u를 대신 사용하기도 한다. µm를 um로, µV를 uV로 적기도 한다. 경우에 따라서 µg을 mcg로 적기도 한다. 하지만 이런 표기는 표준이 아니다.

## 같이 보기
- 마이크로그램
- 현미경
- 마이크로초
- 마이크로파